# Aymaresmus medius
Aymaresmus medius är en mångfotingart som beskrevs av Chamberlin 1941. Aymaresmus medius ingår i släktet Aymaresmus och familjen Platyrhacidae. Inga underarter finns listade i Catalogue of Life.